# Терцо
Терцо (итал. Terzo) — коммуна в Италии, располагается в регионе Пьемонт, в провинции Алессандрия.
Население составляет 874 человека (2008 г.), плотность населения составляет 100 чел./км². Занимает площадь 9 км². Почтовый индекс — 15010. Телефонный код — 0144.
Покровителем коммуны почитается святой Маврикий, празднование 22 сентября.

## Демография
Динамика населения:

## Администрация коммуны
- Официальный сайт: http://www.comuneterzo.it/